# Arielina peringueyi
Arielina peringueyi är en skalbaggsart som beskrevs av Moser 1911. Arielina peringueyi ingår i släktet Arielina och familjen Cetoniidae. Inga underarter finns listade.